# مارتينا سيمكوفيتشوفا
مارتينا شيمكوفيتشوفا (وُلدت في 29 أغسطس 1971) هي مقدمة برامج تلفزيونية وسياسية سلوفاكية. بين عامي 2016 و2020 كانت عضوةً في المجلس الوطني في سلوفاكيا، ومنذ أكتوبر 2023 تشغل منصب وزيرة الثقافة في سلوفاكيا.

## حياتها
ولدت مارتينا سيمكوفيتشوفا في 29 أغسطس 1971 في بلدة مودرا غرب سلوفاكيا، وهي الأصغر بين ثلاث شقيقات.
أرادت دراسة التمثيل ولكنها فاتتها امتحانات القبول وانتهى بها الأمر بدراسة علم أصول التدريس في جامعة كومينيوس عوضًا من ذلك.

### المسيرة التلفزيونية (1998–2015)
بدأت مارتينا سيمكوفيتشوفا مسيرتها التليفزيونية مع قناة Markíza التلفزيونية في عام 1998، كمقدمة برامج في الصباح الباكر ومذيعة رياضية. في عامي 2004 و2005 فازت بجائزة OTO في فئة مقدم البرامج الرياضية. 

### عضو مجلس النواب (2016–2020)
في الانتخابات البرلمانية السلوفاكية عام 2016، انتخبت لعضوية البرلمان عن حزب نحن عائلة السياسي. لاحقًا طردها الحزب لإدلائها بصوتها في المجلس بعكس ما يطلبه واستكملت عضويتها في المجلس بصفة مستقلة.
شاركت في الانتخابات البرلمانية السلوفاكية عام 2020، وقادت قائمة حزب صوت الشعب، الذي حصل على أقل من 2000 صوت، وهو أقل بكثير من الحد الأدنى للتمثيل.
في الانتخابات البرلمانية السلوفاكية عام 2023 ، نجحت شيمكوفيتشوفا في الترشح على قائمة الحزب الوطني السلوفاكي. وزعمت شيمكوفيتشوفا أنها اختارت الحزب لأنه سمح "لشخصيات مستقلة" بالترشح في قائمته.
بعد تشكيل ائتلاف حكومي يضم الحزب الوطني السلوفاكي، أعلن رئيس الحزب أندريه دانكو ترشيح شيمكوفيتشوفا لمنصب وزير الثقافة.

### وزير الثقافة
بعد توليها منصب وزير الثقافة، توترت العلاقة ما بين وسائل الإعلام والمؤسسات الثقافية في سلوفاكيا. حيث أوقفت كل التمويل لمكافحة المعلومات المضللة، وسمحت ببث الآراء السياسية اليمينية بالإضافة إلى نظريات المؤامرة، كما وانتقدت حقوق المثليين. 
كما كانت أيضًا موضع سخرية عامة بسبب رسالتها إلى وزير الثقافة التشيكي، والتي نشرتها على صفحتها على الفيسبوك لأنها احتوت على العديد من الأخطاء النحوية والإملائية. 
بالإضافة إلى ذلك قامت باستعادة التعاون الثقافي مع روسيا وبيلاروسيا والذي تم تعليقه بعد الغزو الروسي لأوكرانيا.

## الحياة الشخصية
تزوجت مارتينا مرتين. لديها ابنة واحدة من زواجها الأول. تسكن مع عائلتها في قرية بريلينكيرشن النمساوية.
صارت موضع جدل كون النمسا مكان سكنها بعدما صارت وزيرة للثقافة. اضطرت في أغسطس 2024 إلى نقل سكنها إلى سلوفاكيا.